# City Butantã
City Butantã é um bairro  situado na zona oeste do município de São Paulo pertencente ao distrito do Butantã.
Limita-se com a Cidade Universitária Armando Salles de Oliveira e os bairros de Jardim Guedala, Cidade Jardim, Pinheiros e Jardim Paulistano.

## História
A região onde hoje se localiza o bairro era constituída por propriedades rurais. Começou a desenvolver-se no fim do século XIX, devido principalmente pela fundação do Instituto Butantan. No ano de 1915 a City of São Paulo Improvements and Freehold Land Company Limited compra esses terrenos, até então rurais, e a partir de 1930 inicia a urbanização e o loteamento do futuro bairro-jardim.

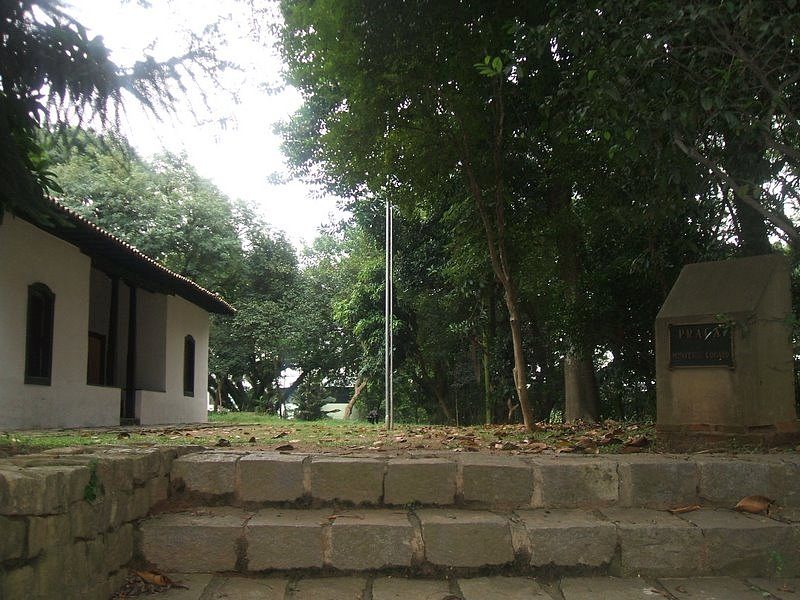
Casa do Bandeirante.

A empresa de urbanismo adota as mesmas práticas feitas em outros projetos, como os bairros de Pacaembu e Jardim América. Projetado nos princípios básicos da "garden-city" possui ruas de traçado sinuoso, grandes áreas arborizadas, além de avançados modelos urbanísticos, aprovados pela Prefeitura na época. Mais tarde, o bairro foi valorizado a partir da construção do Jockey Club de São Paulo e da Cidade Universitária da USP, vizinhos ao mesmo.
Atualmente City Butantã é um dos bairros horizontais mais valorizados da capital paulista, e residência de moradores das classes média-alta e alta. Possui a “Casa do Bandeirante”, cuja construção data da primeira metade do século XVIII, restaurada e doada pela Cia. City ao patrimônio histórico municipal.